# Parq Menaẖam Begin
Parq Menaẖam Begin (hebreiska: פרק הדרום, פרק מנחם בגין) är en park i Israel.   Den ligger i distriktet Tel Aviv-distriktet, i den norra delen av landet. Parq Menaẖam Begin ligger 21 meter över havet.
Terrängen runt Parq Menaẖam Begin är platt. Runt Parq Menaẖam Begin är det mycket tätbefolkat, med 1 819 invånare per kvadratkilometer. Närmaste större samhälle är Tel Aviv, 4,8 km norr om Parq Menaẖam Begin. Runt Parq Menaẖam Begin är det i huvudsak tätbebyggt.